# Municipio de Valley (condado de Osborne)
El municipio de Valley (en inglés: Valley Township) es un municipio ubicado en el condado de Osborne en el estado estadounidense de Kansas. En el año 2010 tenía una población de 38 habitantes y una densidad poblacional de 0,41 personas por km².

## Geografía
El municipio de Valley se encuentra ubicado en las coordenadas 39°10′44″N 98°46′6″O / 39.17889, -98.76833. Según la Oficina del Censo de los Estados Unidos, el municipio tiene una superficie total de 93.55 km², de la cual 93,49 km² corresponden a tierra firme y (0,07 %) 0,06 km² es agua.

## Demografía
Según el censo de 2010, había 38 personas residiendo en el municipio de Valley. La densidad de población era de 0,41 hab./km². De los 38 habitantes, el municipio de Valley estaba compuesto por el 92,11 % blancos, el 2,63 % eran afroamericanos, el 2,63 % eran de otras razas y el 2,63 % eran de una mezcla de razas. Del total de la población el 2,63 % eran hispanos o latinos de cualquier raza.